# 包青天的衍生作品列表

## 電影
- 《七俠五義》（1967年邵氏電影）徐增宏導演，井淼飾包拯、張翼飾展昭、喬莊飾白玉堂、丁紅飾丁月華
- 《御猫三戲錦毛鼠》（1982年邵氏電影）傅聲飾白玉堂、鄭少秋飾展昭
- 《五鼠鬧東京 (1992年電影)》
- 《九品芝麻官》（1994年）：王晶編劇、導演，周星馳、吳孟達主演，電影配樂使用了華視1993年版《包青天》的配樂。此片并非正式的包青天故事，香港本名为《九品芝麻官》，並無指有包拯等人物。台灣譯為《九品芝麻官之白面包青天》只是華視1993年版《包青天》在受歡迎後自創的惡搞名稱，其中「白面包青天」是指角色設定中包龍星（周星馳飾）為包拯之後代。
- 《老鼠愛上貓》
- 《麻辣白玉堂》

## 主人翁電視劇
- 《新包公案》（1972年）：台灣中國電視公司（中視）於1972年9點檔時段所播出的閩南語連續劇，由柯佑民（飾包拯）、劉林、張育安、小戽斗等主演。
- 《包青天》（1974年）：1974年4月8日至1974年11月3日，台灣中華電視台（華視，今中華電視公司）將包拯審案故事改編成電視連續劇，由田文光、邊啟明製作，儀銘（飾演包拯）、古錚（飾演公孫策）、田鵬（飾演展昭）、韓湘琴、唐威等主演，總共播出350集，創下當時台灣電視連續劇播映集數最高紀錄（目前紀錄為三立台灣台的《鳥來伯與十三姨》〔後改名為《幸福白馬里》〕）。由孫儀作詞、楊秉忠作曲、蔣光超主唱的主題曲〈包青天〉，隨之成為在台灣家喻戶曉的名曲。
- 《南侠展昭》（1976年）
- 《七侠五義》（1977年4月17日） 華視午間閩南語連續劇，石英、李隆華、小戽斗、賴德南、陳秋燕飾丁月華
- 《鐵包公》（1985年）：TVB 盧海鵬 飾演包公
- 《楊家將》（1985年）：TVB 18周年台慶劇 盧海鵬 飾演包公
- 《包公》（1986年）：河南電視台
- 《包公》（1987年）：亞洲電視 王偉 飾演包公
- 《包公傳奇》（1987年）：中視閩南語連續劇
- 《三侠五义》（1991年）
- 《包青天》（1993年）：1993年2月23日，華視推出新版《包青天》，由趙大深製作，金超群擔綱主演，原計畫製作15集，但播出後收視率出乎意料之佳，製作單位開全傳播公司乃不斷延長故事，結果總共跨年製播236集，至1994年1月18日方告下檔。主題曲是詹森雄編曲、胡瓜主唱的〈包青天〉，是把蔣光超主唱的原曲加快節奏而成。此劇香港播映成績亦極佳，香港兩個免費電視台（無綫電視與亞洲電視）均購入此劇，作為同時段收視爭奪之對戰武器，被观众称为「双包案」（双包案原是《包青天》中其中一个案件）。無綫所用之主題曲為林子祥主唱、黃霑作詞的《願世間有青天》；而亞視則以華視原版、胡瓜主唱之《包青天》。其後，兩電視台又分別以包青天為題材，各自拍攝電視劇（無綫電視由狄龍飾演 包青天 （页面存档备份，存于），沿用臺灣華視版《包青天》在TVB播出時所使用的主題曲《願世間有青天》，亞洲電視則聯合中國大陸的河北電視臺邀請台灣華視《包青天》原演員班底赴港拍攝《新包青天》）。此戲使“龍/虎/狗頭鍘侍候”（剧中包拯着劊子手處死犯人時說的一句話）在港成為一時金句。往後相繼出現以包青天為背景的電視劇，如《七俠五義》（1994年，台灣華視）、《碧血青天楊家將》（1994年，香港亞洲電視）、 《新新包青天》（1998版，台湾台视與香港亞洲電視合拍）、《包公出巡》、《包公奇案》（2000年，台湾台视）、《五鼠鬥御貓》（2005年，香港）與《情逆三世緣》（2013年，香港TVB）等。00年代中国大陆各地电视台地面频道引进播出，2010年暑假多家卫视白天上星播出。
- 《俠義包公》（1994年）：由新加坡新加坡廣播局第8頻道（今新傳媒電視8頻道）製作播出，由周初明飾演包拯，不過，該劇不是當官審案的中年包公，而是少年包公。
- 《七侠五義》（1994年）
- 《侠義見青天》（1994年）：台灣劇集
- 《碧血青天杨家将》（1994年）：亞洲電視 金超群 飾演包公
- 《碧血青天珍珠旗》（1994年）：亞洲電視 譚炳文 飾演包公
- 《新七侠五义》（1994年）
- 《南侠展昭》（1994年）
- 《包青天》（1995年）
- 《新包青天》（1995年）
- 《新新包青天》（1998年）：台湾电视公司將亞洲電視1995年版《新包青天》最後5個單元重新包裝並改名《新新包青天》播出
- 《包公生死劫》（2000年）：廣東電視台出品剧
- 《包公出巡》（2000年）：由金超群铁三角原班人马出演，金超群 飾演包公。
- 《包公奇案》（2000年）：由金超群铁三角原班人马出演，金超群 飾演包公。
- 《少年包青天》（2000年）
- 《少年包青天II》（2001年）
- 《凌雲状志包青天》（2004年）
- 《新铡美案》（2004年）
- 《包青天之白玉堂傳奇》（2005年）
- 《狸猫换太子传奇》（2005年）
- 《少年包青天III之天芒传奇》（2006年）
- 《包青天》（2009年）：《包青天》是一部由上海飞迈影视制作有限公司在2008年製作的電視劇，在上海的播出期間為2009年7月22日至8月6日。因由台湾中华电视公司（華視）1993年播出的电视剧《包青天》的原班人马出演，有时被誤會是華視1993年版《包青天》，同時也為了與亞洲電視與河北電視台合拍的《新包青天》以作区别。故又称《新包青天》2009版。全劇以單元劇的方式呈現，總集數為61集，但上海首播时缩减至47集。台灣首播權由愛爾達電視取得，2010年4月7日起在愛爾達綜合台首播；而香港則在高清翡翠台播映，主題曲為林峰主唱的《值得流淚》。
- 《包青天之七俠五義》（2010年）、《包青天之碧血丹心》（2012年）、《包青天之開封奇案》（2012年）：由金超群铁三角原班人马，在中国大陆續做包青天一系列電視劇。
- 《带刀女捕快》（2011年）
- 《七侠五義人間道》（2012年）：由中國製作，在台灣中視首播，由萬梓良飾演包拯、趙文卓飾演展昭，其餘的演員分別為王同輝、霍政諺、 寇振海 、秦焰等人。
- 《包公判阴阳》（2013年）
- 《情逆三世緣》（第1－13集）（2013年）：由電視廣播有限公司播映。並非全部描述包拯。其中有歷史被改寫。
- 《虎头铡》（2015年）：中國大陸電視劇
- 《神探包青天》（2015年）：新麗電視文化投資有限公司出品的古裝懸疑劇，由錢雁秋執導，張子健、於震、淳于珊珊、錢雁秋、曲柵柵、鍾衛華、靳德茂、張樹平、韓含、於函冰、梁凱主演。該劇根據武俠小說《三俠五義》改編而成，講述的是“包青天”包拯的斷案傳奇。
- 《無雙譜》（2015年）
- 《五鼠鬧東京》（2016年）
- 《包青天》（2017年）
- 《开封府》（2017年）
- 《小戏骨：包青天之秦香莲与陈世美》（2018年）
- 《包青天再起風雲》（2019年7月）

## 借用角色電視劇
传说包公首任定远知县，但是宋史中并未有相应记载，可能为演绎小说，也有人认为当时包拯属于举荐代理、未满一任的临时性质任职（一年左右时间），国史馆没有任命资料；包公后任天长知县才属于朝廷任命、已满一任的正式官员，国史馆保存有档案材料。而宋史编撰时只参考了国史馆藏档案，而没有考察地方志。但是《少年包青天》等当代影视剧都只描述了包拯担任定远县令而没有担任天长县令的相关细节。而唯一记载于正式的包拯断牛舌案发生在包拯担任天长县令的三年多内，并成为后世所有包公戏的雏形。
- 《天师钟馗》：借用包拯一角，金超群分饰。
  - 《天师钟馗之三会包青天》
  - 《天师钟馗之包公三请钟馗》
- 《天师锺馗之美丽传说》（2009）：借用包拯一角
- 《秦香蓮》（2011年）：借用包拯一角
- 《追魚傳奇》《無雙譜》：借用包拯一角
- 《新神探联盟之包大人来了》：根据古典名著《三侠五义》改编，并把包青天等主要人物反穿越，以四个包公断案故事为原型改到民国重新演绎。
- 《包三姑外传》

## 布袋戲
- 《包公俠義傳》：2007年天地多媒體推出以包青天為背景的黃俊雄布袋戲《包公俠義傳》，以黃海岱所寫的七俠五義所改編，配音和編導由黃俊雄之幼子黃立綱擔綱，西卿和黃鳳儀擔任幕後主唱，首播頻道為公視主頻道。客家電視台以客家語配音重播。

## 动漫
- 《包青天》：香港漫畫家李志清武俠類漫畫。
- 《北宋風雲錄》：由日本漫畫家瀧口琳琳參照《七俠五義》改編成的少女漫畫。
- 《开封奇谈-这个包公不太行》：中国漫画家晓晨兽的少女漫畫，曾被改编为广播剧、动画剧、电视剧。
- 《大英雄狄青》：上海美术电影制片厂2003年动画剧，包公作为重要配角出场。

## 紀錄片
- 2016年5月，中国中央電視台纪录频道製作播映紀錄片「千年包公」，共三集。[1]

## 改編歌曲
- 1976年電影《大鄉里與掃街添》插曲《好嘢牛腩麵》
- 亞洲電視節目街坊大為營片頭曲
- 1998申訴專員公署廣告歌曲

## 兒童節目
- 《快樂童盟》 : (2016-今) 香港viuTV每星期一辯論公堂環節 Emma Patarini,Asha Cuthbert(徐㴓喬),林玉兒(Yeni Lee)